# Campeonato de Argentina de Ciclismo en Ruta
El Campeonato de Argentina de Ciclismo en Ruta es una competencia anual organizada por la Federación Argentina de Ciclismo de Pista y Ruta que otorga el título de Campeón de Argentina. El ganador tiene derecho a vestir, durante un año, el maillot con los colores de la bandera Argentina en las pruebas de ciclismo en ruta. 
Generalmente es disputada durante el otoño austral.

## Modalidad de Competencia
Solo pueden participar ciclistas afiliados a la Federación Argentina de Ciclismo de Pista y Ruta en representación de su Federación o Asociación (provincial o zonal) teniendo que vestir el maillot de la misma. Por cada Asociación pueden participar hasta 6 ciclistas, teniendo opción de inscribir 1 corredor más por cada 30 licencias emitidas durante el año anterior. Durante el año 2019 se autorizó por primera vez a los ciclistas de categoría World Tour a participar con los colores de su equipo además de representar a su respectiva Asociación.

## Palmarés
Las competencias se realizan para categorías Elite, Sub-23, y Juveniles, tanto masculina como femenina. También suelen disputarse generalmente los campeonatros Argentinos de Ciclismo Adaptado en simultáneo en la misma sede. Actualmente se disputan las especialidades Contrarreloj individual y de fondo en ruta, hasta el año 1980 se disputaba en lo que se llamaba doble formula que consistía en una competencia contrarreloj individual de 60 kilómetros por la mañana y por la tarde una carrera de ruta de 100 kilómetros, consagrándose campeón Argentino de Resistencia en Ruta quien acumulaba menos tiempo en la sumatoria de tiempo de las dos competencias.

Los campeonatos femeninos comenzaron a disputarse en el año 1985.

### Masculino
| Edición | Año  | Sede                                      | Ganador                                        | Segundo                                        | Tercero                                        |
| ------- | ---- | ----------------------------------------- | ---------------------------------------------- | ---------------------------------------------- | ---------------------------------------------- |
| 1.ª     | 1912 | Buenos Aires                              | Manuel Fernández                               |                                                |                                                |
| 2.ª     | 1913 | Buenos Aires                              | Manuel Fernández (2)                           |                                                |                                                |
| 3.ª     | 1914 | Buenos Aires                              | Manuel Fernández (3)                           |                                                |                                                |
| 4.ª     | 1915 | Buenos Aires                              | Eugenio Delage                                 |                                                |                                                |
| 5.ª     | 1916 | Buenos Aires                              | José Guzzo                                     |                                                |                                                |
| 6.ª     | 1917 | Buenos Aires                              | Antonio de Loma                                |                                                |                                                |
| 7.ª     | 1918 | Buenos Aires                              | Antonio de Loma (2)                            |                                                |                                                |
| 8.ª     | 1919 | Buenos Aires                              | Antonio de Loma (3)                            |                                                |                                                |
| 9.ª     | 1920 | Buenos Aires                              | Antonio Secchi                                 |                                                |                                                |
| 10.ª    | 1921 | Buenos Aires                              | José Guzzo (2)                                 |                                                |                                                |
| 11.ª    | 1922 | Buenos Aires                              | José Zampichiatti                              |                                                |                                                |
| 12.ª    | 1923 | Buenos Aires                              | José Zampichiatti (2)                          |                                                |                                                |
| 13.ª    | 1924 | Buenos Aires                              | Antonio de Loma (4)                            |                                                |                                                |
| 14.ª    | 1925 | Buenos Aires                              | Luis Antonio De Meyer                          | Cosme Saavedra                                 | Darromedis                                     |
| 15.ª    | 1926 | Buenos Aires                              | Cosme Saavedra                                 | V. Cozzolino                                   | Eugenio Verduna                                |
| 16.ª    | 1927 | Buenos Aires                              | Luis Antonio De Meyer (2)                      | Antonio de Loma                                | Carmelo Saavedra                               |
| 17.ª    | 1928 | Buenos Aires                              | Francisco Bonvehi                              | V. Cozzolino                                   | R. Zanelli                                     |
| 18.ª    | 1929 | Buenos Aires                              | Francisco Rodríguez                            |                                                |                                                |
| 19.ª    | 1930 | Buenos Aires                              | Francisco Rodríguez (2)                        |                                                |                                                |
| 20.ª    | 1931 | Buenos Aires                              | Cosme Saavedra (2)                             | Remigio Saavedra                               | Fernando Scaglia                               |
| 21.ª    | 1932 | Buenos Aires                              | Fernando Scaglia                               | Francisco Rodríguez                            | Luis M. Sánchez                                |
| 22.ª    | 1933 | Buenos Aires                              | Cosme Saavedra (3)                             | Remigio Saavedra                               |                                                |
| 23.ª    | 1934 | Buenos Aires                              | Alfredo Maturana                               |                                                |                                                |
| 24.ª    | 1935 | Buenos Aires                              | Mario Mathieu                                  |                                                |                                                |
| 25.ª    | 1936 | Paraná (Entre Ríos)                       | Manuel Abregú                                  | Alfredo Tafetoni                               | Aníbal López                                   |
| 26.ª    | 1937 |                                           | Mario Mathieu (2)                              | Manuel Abregú                                  | Tomás Suárez                                   |
| 27.ª    | 1938 |                                           | Mario Mathieu (3)                              |                                                |                                                |
| 28.ª    | 1939 |                                           | Enrique Molina                                 |                                                |                                                |
| 29.ª    | 1940 |                                           | José Cechet                                    |                                                |                                                |
| 30.ª    | 1941 |                                           | Antonio Bertola                                |                                                |                                                |
| 31.ª    | 1942 |                                           | Mario Mathieu (4)                              |                                                |                                                |
| 32.ª    | 1943 | Capital Federal                           | Antonio Bertola (2)                            | Luciano Montero                                | Julio Alba                                     |
| 33.ª    | 1944 | Capital Federal                           | Julio Alba                                     | Humberto Palmieri                              |                                                |
| 34.ª    | 1945 | Capital Federal                           | Julio Alba (2)                                 |                                                |                                                |
| 35.ª    | 1946 | Capital Federal                           | Julio Alba (3)                                 |                                                |                                                |
| 36.ª    | 1947 | Capital Federal                           | Julio Alba (4)                                 | Mario Mathieu                                  | Amilcar Arregui                                |
| 37.ª    | 1948 |                                           | Ceferino Peroné                                |                                                |                                                |
| 38.ª    | 1949 | Córdoba                                   | Pedro Salas                                    | Miguel Sevillano                               | Humberto Varisco                               |
| 39.ª    | 1950 | Bahía Blanca (Buenos Aires)               | Miguel Sevillano                               |                                                |                                                |
| 40.ª    | 1951 | Rosario (Santa Fe)                        | Saúl Crispín                                   | Ambrosio Aimar                                 | Dante Benvenutti                               |
| 41.ª    | 1952 | San Miguel de Tucumán                     | Pedro Salas (2)                                | Ambrosio Aimar                                 | Dante Benvenutti                               |
| 42.ª    | 1953 |                                           | Oscar Pezoa                                    |                                                |                                                |
| 43.ª    | 1954 | Paraná (Entre Ríos)                       | Alberto Ferreyra                               | Héctor San Juan                                | Víctor Beltzer                                 |
| 44.ª    | 1955 | Buenos Aires                              | Duilio Biganzoli                               | Carlos A. Vázquez                              | Antonio Alessandri                             |
| 45.ª    | 1956 | San Rafael (Mendoza)                      | Duilio Biganzoli (2)                           | Pedro Salas                                    | Ricardo Santo Senn                             |
| 46.ª    | 1957 | Salta                                     | Héctor Acosta                                  |                                                |                                                |
| 47.ª    | 1958 | Córdoba-Cosquín-Córdoba                   | Pedro Salas (3)                                | Andrés Schmidt                                 | Alberto Lisa                                   |
| 48.ª    | 1959 | Santa Rosa, La Pampa                      | Ernesto Antonio Contreras                      | René Simionatto                                | Raúl Mallia                                    |
| 49.ª    | 1960 |                                           | Santos Liendo                                  |                                                |                                                |
| 50.ª    | 1961 | Tres Arroyos (Buenos Aires)               | Ricardo Santo Senn                             |                                                |                                                |
| 51.ª    | 1962 |                                           | José Fernández                                 |                                                |                                                |
| 52.ª    | 1963 |                                           | Duilio Biganzoli (3)                           |                                                |                                                |
| 53.ª    | 1964 |                                           | Ricardo Santo Senn (2)                         |                                                |                                                |
| 54.ª    | 1965 |                                           | Ricardo Santo Senn (3)                         |                                                |                                                |
| 55.ª    | 1966 |                                           | Carlos Álvarez                                 |                                                |                                                |
| 56.ª    | 1967 | La Plata (Buenos Aires)                   | Ismael Morán                                   |                                                |                                                |
| 57.ª    | 1968 | Paraná (Entre Ríos)                       | Antonio Dalleve                                |                                                |                                                |
| 58.ª    | 1969 | General Roca (Río Negro)                  | Carlos Escudero                                |                                                |                                                |
| 59.ª    | 1970 | La Pampa                                  | Ernesto Antonio Contreras (2)                  |                                                |                                                |
| 60.ª    | 1971 | Mendoza                                   | Ernesto Antonio Contreras (3)                  | Carlos Miguel Álvarez                          | Juan M. Chancay                                |
| 61.ª    | 1972 | Salta                                     | Raúl Labbate                                   |                                                |                                                |
| 62.ª    | 1973 | Mar del Plata (Buenos Aires)              | Marcelo Chancay                                |                                                |                                                |
| 63.ª    | 1974 | Catamarca                                 | Moisés Carrizo                                 |                                                |                                                |
| 64.ª    | 1975 | Tres Arroyos (Buenos Aires)               | Oswaldo Frossasco                              |                                                |                                                |
| 65.ª    | 1976 | Santa Rosa (La Pampa)                     | Osvaldo Benvenutti                             |                                                |                                                |
| 66.ª    | 1977 | Zonda, San Juan                           | Oswaldo Frossasco (2)                          | Oscar G. Ríos                                  | Ernesto Fernández                              |
| 67.ª    | 1978 | San Rafael (Mendoza)                      | Moisés Carrizo (2)                             | Antonio Mattesevach                            | Ruarte                                         |
| 68.ª    | 1979 | Paraná (Entre Ríos)                       | Oswaldo Frossasco (3)                          | Antonio Mattesevach                            | Roberto Bernard                                |
| 69.ª    | 1980 | Bragado (Buenos Aires)                    | Oswaldo Frossasco (4)                          | Juan Carlos Haedo                              | Eduardo Trillini                               |
| 70.ª    | 1981 | Santiago del Estero                       | Pedro Omar Caino                               |                                                |                                                |
| 71.ª    | 1982 | Buenos Aires                              | Juan C. Haedo                                  |                                                |                                                |
| 72.ª    | 1983 | San Juan                                  | Eduardo Trillini                               |                                                |                                                |
| 73.ª    | 1984 | Venado Tuerto (Santa Fe)                  | Jorge Galíndez                                 |                                                |                                                |
| 74.ª    | 1985 | Paraná (Entre Ríos)                       | Gabriel Curuchet                               | Omar Contreras                                 | Juan Esteban Curuchet                          |
| 75.ª    | 1986 | Mendoza                                   | Pablo Costa                                    |                                                |                                                |
| 76.ª    | 1987 | Santa Rosa (La Pampa)                     | Jorge Sebastía                                 | Alejandro Carrusca                             |                                                |
| 77.ª    | 1988 | Mar del Plata (Buenos Aires)              | Luis Moyano                                    |                                                |                                                |
| 78.ª    | 1989 | Córdoba                                   | Alejandro Beldorati                            |                                                |                                                |
| 79.ª    | 1990 | Olavarria (Buenos Aires)                  | Claudio Iannone                                |                                                |                                                |
| 80.ª    | 1991 | San Juan                                  | Carlos Pérez                                   | Ignacio Gilli                                  | Sergio Baraglia                                |
| 81.ª    | 1992 | San Pedro (Buenos Aires)                  | Fabio Placánica                                |                                                |                                                |
| 82.ª    | 1993 | San Luis                                  | Ángel Serrano                                  | Hugo Pratissoli                                | Roberto Prezioso                               |
| 83.ª    | 1994 | Córdoba                                   | Hugo Pratissoli                                |                                                |                                                |
| 84.ª    | 1995 | Chivilcoy (Buenos Aires)                  | Héctor Palavecino                              |                                                |                                                |
| 85.ª    | 1996 | San Juan                                  | Rubén Pegorín                                  |                                                |                                                |
| 86.ª    | 1997 | La Rioja                                  | Jorge Giacinti                                 | Matias Medici                                  |                                                |
| 87.ª    | 1998 | La Plata (Buenos Aires)                   | Fabián Tapia                                   |                                                |                                                |
| 88.ª    | 1999 | Concepción del Uruguay (Entre Ríos)       | Jorge Giacinti (2)                             |                                                |                                                |
| 89.ª    | 2000 | Bahía Blanca (Buenos Aires)               | Gabriel Curuchet (2)                           | Adrian Gariboldi                               | Andres Palavecino                              |
| 90.ª    | 2001 | Potrero de los Funes, San Luis            | Guillermo Brunetta                             | Edgardo Simón                                  | Gaston Corsaro                                 |
| 91.ª    | 2002 | Santiago del Estero                       | Luis Moyano                                    | Daniel Capella                                 | Juan Alves                                     |
| 92.ª    | 2003 | La Rioja                                  | Javier Gómez                                   | Oswaldo Frossasco                              | Juan Aguirre                                   |
| 93.ª    | 2004 | San Juan                                  | Ángel Darío Colla                              | Mario Giménez                                  | Pedro Prieto                                   |
| 94.ª    | 2005 | Neuquén                                   | Gustavo Mario Toledo                           | Aníbal Borrajo                                 | César Sigura                                   |
| 95.ª    | 2006 | Paraná (Entre Ríos)                       | Armando Borrajo                                | César Sigura                                   | Gastón Corsaro                                 |
| 96.ª    | 2007 | Rosario (Santa Fe)                        | Raul Turano                                    | Alejandro Borrajo                              | Gerardo Fernández                              |
| 97.ª    | 2008 | Córdoba                                   | Gerardo Fernández                              | Claudio Flores                                 | Edgardo Simón                                  |
| 98.ª    | 2009 | Mar del Plata (Buenos Aires)              | Facundo Bazzi                                  | Ricardo Escuela                                | No declarado                                   |
| 99.ª    | 2010 | San Juan                                  | Jorge Pi                                       | Leandro Messineo                               | Pedro González                                 |
| 100.ª   | 2011 | Rosario, Santa Fe                         | Emanuel Saldaño                                | Luciano Antonio Montivero                      | Juan Manuel Aguirre                            |
| 101.ª   | 2012 | San Juan                                  | Juan Pablo Dotti                               | Darío Díaz                                     | Ricardo Escuela                                |
| 102.ª   | 2013 | Juana Koslay (San Luis)                   | Gabriel Juárez                                 | Franco Lopardo                                 | Juan Melivilo                                  |
| 103.ª   | 2014 | Salta                                     | Daniel Díaz                                    | Jorge Giacinti                                 | Gabriel Juárez                                 |
| 104.ª   | 2015 | San Juan                                  | Daniel Omar Juárez                             | Lionel Biondo                                  | Maximiliano Navarrete                          |
| 105.ª   | 2016 | San Fernando del Valle (Catamarca)        | Mauro Richeze                                  | Adrián Richeze                                 | Julian Gaday Orozco                            |
| 106.ª   | 2017 | San Luis                                  | Gonzalo Najar                                  | Gabriel Richard                                | Juan Javier Melivilo                           |
| 107.ª   | 2018 | La Plata (Buenos Aires)                   | Rubén Ramos                                    | Jorge Giacinti                                 | Lucas Gaday                                    |
| 108.ª   | 2019 | Termas de Río Hondo (Santiago del Estero) | Maximiliano Richeze                            | Nicolás Naranjo                                | Héctor Lucero                                  |
|         | 2020 | Chilecito (La Rioja)                      | Edición suspendida por la pandemia de COVID-19 | Edición suspendida por la pandemia de COVID-19 | Edición suspendida por la pandemia de COVID-19 |
| 109.ª   | 2021 | Chilecito (La Rioja)                      | Pablo Brun                                     | Sergio Fredes                                  | Nicolás Naranjo                                |
| 110.ª   | 2022 | San Juan                                  | Emiliano Contreras                             | Lucas Gaday                                    | Nicolás Tivani                                 |
| 111.ª   | 2023 | Mendoza                                   | Alejandro Duran Sergio Fredes                  | Juan Pablo Dotti                               | Leonardo Cobarrubia                            |
| 112.ª   | 2024 | Alta Gracia (Córdoba)                     | Daniel Omar Juárez (2)                         | Leandro Velardez                               | Diego Valenzuela                               |
| 113.ª   | 2025 | Recreo, (Catamarca)                       | Leonardo Cobarrubia                            | Nicolás Tivani                                 | Omar Salim Azzem                               |

### Femenino
| Edición | Año  | Sede                                      | Ganador                                        | Segundo                                        | Tercero                                        |
| ------- | ---- | ----------------------------------------- | ---------------------------------------------- | ---------------------------------------------- | ---------------------------------------------- |
| 1.ª     | 1985 | Paraná (Entre Ríos)                       | Lidia Donatti                                  |                                                |                                                |
| 2.ª     | 1986 | Mendoza                                   | Gabriela Riquelme                              |                                                |                                                |
| 3.ª     | 1987 | Santa Rosa (La Pampa)                     | Miriam Larraule                                |                                                |                                                |
| 4.ª     | 1988 | Mar del Plata (Buenos Aires)              | Mirta Ludueña                                  |                                                |                                                |
| 5.ª     | 1989 | Córdoba                                   | Gabriela Riquelme (2)                          |                                                |                                                |
| 6.ª     | 1990 | Olavarria (Buenos Aires)                  | María Contreras                                |                                                |                                                |
| 7.ª     | 1991 | San Juan                                  | Viviana Cejas                                  |                                                |                                                |
| 8.ª     | 1992 | San Pedro (Buenos Aires)                  | Patricia Ravera                                |                                                |                                                |
| 9.ª     | 1993 | San Luis                                  | Patricia Ravera (2)                            | Valeria Carrion                                | Daniela Donadio                                |
| 10.ª    | 1994 | Córdoba                                   | Daniela Donadío                                |                                                |                                                |
| 11.ª    | 1995 | Chivilcoy (Buenos Aires)                  | Lorena Colman                                  |                                                |                                                |
| 12.ª    | 1996 | San Juan                                  | Graciela Martínez                              |                                                |                                                |
| 13.ª    | 1997 | La Rioja                                  | Lorena Colman (2)                              |                                                |                                                |
| 14.ª    | 1998 | La Plata (Buenos Aires)                   | Soledad Fernández                              |                                                |                                                |
| 15.ª    | 1999 | Concepción del Uruguay (Entre Ríos)       | Verónica Martínez                              |                                                |                                                |
| 16.ª    | 2000 | Bahía Blanca (Buenos Aires)               | Katia Montú                                    |                                                |                                                |
| 17.ª    | 2001 | Potrero de los Funes (San Luis)           | Valeria Pintos                                 |                                                |                                                |
| 18.ª    | 2002 | Santiago del Estero                       | Valeria Pintos (2)                             | Soledad Fernández                              | Jesica Compiano                                |
| 19.ª    | 2003 | La Rioja                                  | Jessica Compiano                               |                                                |                                                |
| 20.ª    | 2004 | San Juan                                  | Jessica Compiano (2)                           |                                                |                                                |
| 21.ª    | 2005 | Neuquén                                   | Paola Toane                                    |                                                |                                                |
| 22.ª    | 2006 | Paraná (Entre Ríos)                       | Valeria Pintos (3)                             | Cristina Greve                                 | Patricia Ferreyra                              |
| 23.ª    | 2007 | Rosario (Santa Fe)                        | Jessica Compiano (3)                           |                                                |                                                |
| 24.ª    | 2008 | Córdoba                                   | Daiana Almada                                  | Valeria Müller                                 | Alejandra Alliegro                             |
| 25.ª    | 2009 | Mar del Plata (Buenos Aires)              | Carla Álvarez                                  |                                                |                                                |
| 26.ª    | 2010 | San Juan                                  | Marcela Zárate                                 |                                                |                                                |
| 27.ª    | 2011 | Rosario (Santa Fe)                        | Estefania Pilz                                 |                                                |                                                |
| 28.ª    | 2012 | San Juan                                  | Graciela Zárate                                |                                                |                                                |
| 29.ª    | 2013 | Juana Koslay (San Luis)                   | Mariela Delgado                                | Julia Sánchez Parma                            | Cindi Di Natale                                |
| 30.ª    | 2014 | Salta                                     | Valeria Müller                                 | Ana Andrea Arias                               | Julia Sánchez Parma                            |
| 31.ª    | 2015 | San Juan                                  | Julia Sánchez Parma                            | Cristina Greve                                 | Alejandra Prezioso                             |
| 32.ª    | 2016 | San Fernando del Valle (Catamarca)        | Carla Álvarez (2)                              | Dolores Rodríguez Rey                          | [Graciela Zarate                               |
| 33.ª    | 2017 | San Luis                                  | Dolores Rodríguez Rey                          | Mariela Delgado                                | Maribel Aguirre                                |
| 34.ª    | 2018 | La Plata (Buenos Aires)                   | Maribel Aguirre                                | Xoana Acosta                                   | Mercedes Fadiga                                |
| 35.ª    | 2019 | Termas de Río Hondo (Santiago del Estero) | Carolina Pérez                                 | María Victoria Roca                            | Valeria Müller                                 |
|         | 2020 | Chilecito (La Rioja)                      | Edición suspendida por la pandemia de COVID-19 | Edición suspendida por la pandemia de COVID-19 | Edición suspendida por la pandemia de COVID-19 |
| 36.ª    | 2021 | Chilecito (La Rioja)                      | Mercedes Fadiga                                | Maribel Aguirre                                | Sofía Martelli                                 |
| 37.ª    | 2022 | San Juan                                  | Maribel Aguirre (2)                            | Sofía Martelli                                 | Anabel Ruiz                                    |
| 38.ª    | 2023 | Mendoza (Mendoza)                         | Micaela Gutiérrez                              | Julieta Benedetti                              | Sofia Martelli                                 |
| 39.ª    | 2024 | Alta Gracia (Córdoba)                     | Mercedes Fadiga(2)                             | Eliana Tocha                                   | Aracelli Bureaux                               |
| 40.ª    | 2025 | Recreo, (Catamarca)                       | Jennifer Francone                              | Sofia Martelli                                 | Maribel Aguirre                                |